# Władysław Rostocki
Władysław Rostocki (ur. 12 marca 1912 w Żytomierzu, zm. 21 maja 2004 w Warszawie) – polski historyk prawa, profesor Katolickiego Uniwersytetu Lubelskiego, archiwista, żołnierz Armii Krajowej, uczestnik powstania warszawskiego.

## Życiorys
Od 1936 studiował na Wydziale Historycznym Uniwersytetu Warszawskiego, ale naukę przerwał wybuch II wojny światowej.
Wstąpił do konspiracyjnego Biura Informacji i Propagandy Komendy Głównej Armii Krajowej. Podczas powstania warszawskiego walczył w pułku Baszta na Mokotowie. Po upadku powstania dostał się do niewoli i przebywał w Stalagu X B w Sandbostel.
Po zakończeniu wojny powrócił do Warszawy i kontynuował studia, uzyskując w 1947 dyplom magistra prawa. W 1951 obronił pracę doktorską, po 12 latach habilitował się w Instytucie Historii PAN. Do 1953 był kustoszem Archiwum Głównego Akt Dawnych, równocześnie od 1949 pracował w Katedrze Historii Państwa i Prawa Polskiego na Uniwersytecie Warszawskim.
Po rezygnacji z pracy kustosza w Archiwum rozpoczął pracę Instytucie Historii PAN w działach archiwoznawstwa i struktur społecznych. W 1966 zakończył pracę na Uniwersytecie Warszawskim, a rok później w PAN.

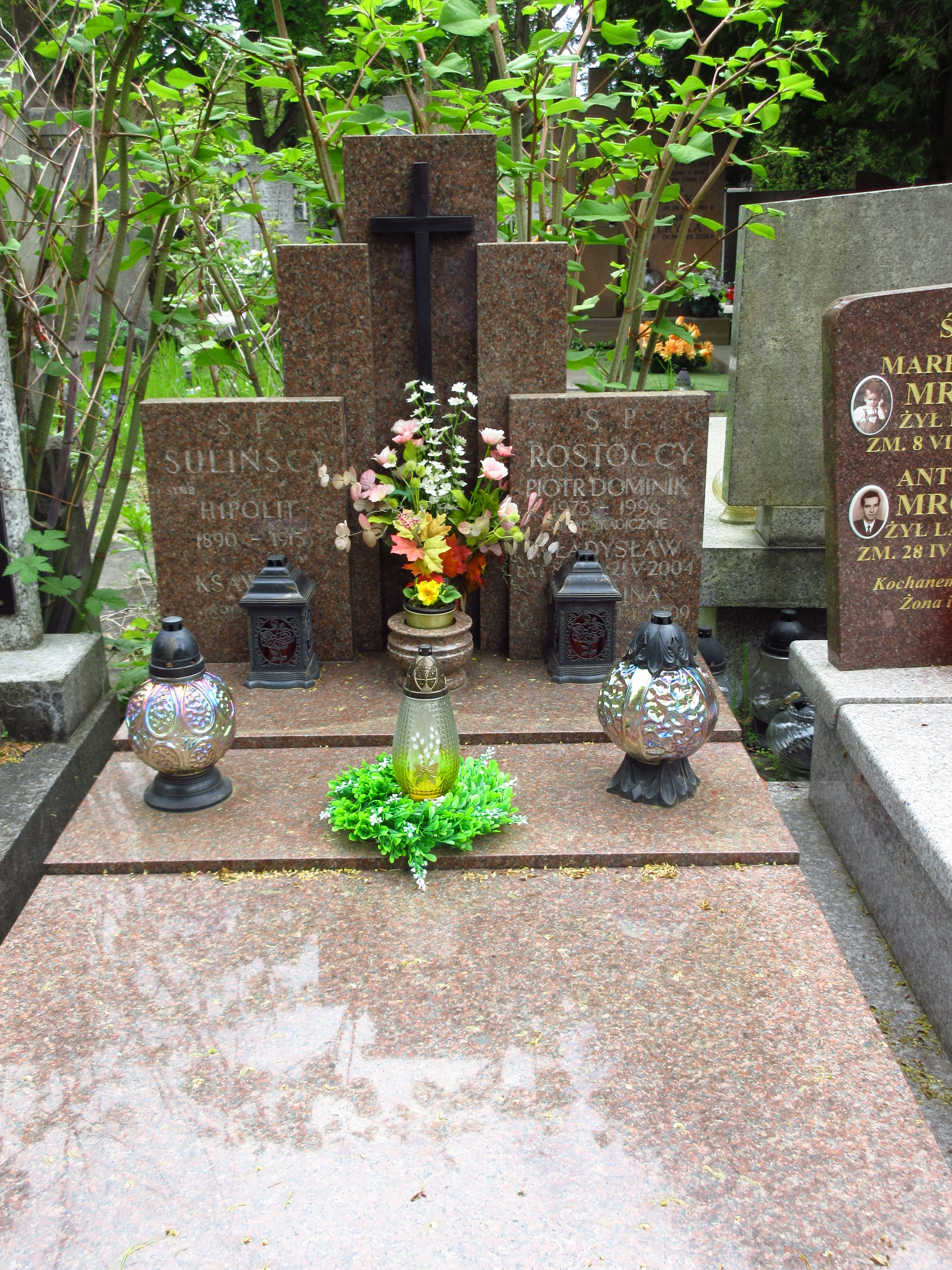
Grób profesora Władysława Rostockiego na Cmentarzu Bródnowskim.

Od roku akademickiego 1966/1967 do przejścia na emeryturę w 1990 był pracownikiem Katolickiego Uniwersytetu Lubelskiego. Od początku pracy naukowej na KUL kierował pracami Drugiej Katedry Historii Nowożytnej. W 1975 otrzymał tytuł profesora nadzwyczajnego. Od 1978 do jego obowiązków dołączyło kierowanie Katedrą Ustroju i Administracji Polski. W 1982 został profesorem zwyczajnym KUL. Gdy w 1983 na KUL wznowiono Sekcję Prawną, powierzono mu kierowanie Katedrą Historii Państwa i Prawa na Wydziale Prawa Kanonicznego i Nauk Prawnych. Pochowany na cmentarzu Bródnowskim w Warszawie (kwatera 39C-3-14).